# IC 1821-2
IC 1821-2 — галактика типу S (спіральна галактика) у сузір'ї Овен.
Цей об'єкт міститься в оригінальній редакції індексного каталогу.